# Апсидиола
Апсидиола (абсидиола) — небольшая пониженная пристройка с помещениями гранёной или полукруглой формы, которая примыкает к основному объёму церковного здания и не имеет внутри себя престола. В средневековых кафедральных соборах Западной Европы абсидиолы размещались снаружи от амбулатория, своим полукружием образуя так называемый «венец капелл». Как архитектурный элемент апсидиолы присутствуют как в романской, так и в готической архитектуре. Обычно они посвящались каким-либо святым.